# Медицинская кибернетика
Медици́нская киберне́тика является научным направлением, связанным с использованием идей, методов и технических средств кибернетики в медицине и здравоохранении.

## Определение
Медицинская кибернетика — это наука об управлении в сложных динамических медицинских системах.

## Направления
Условно медицинскую кибернетику можно представить двумя направлениями:
- Вычислительная диагностика заболеваний.
- Автоматизированные системы управления для организации здравоохранения.

### Вычислительная диагностика
Эта часть связана с использованием вычислительной техники при обработке информации, поступающей с биологического объекта с целью постановки диагноза. Первым шагом является разработка методик формального описания состояния здоровья пациента, проведение тщательного анализа по уточнению клинических параметров и признаков, используемых в диагностике. Здесь имеют главное значение те признаки, которые несут количественные оценки. Кроме количественного выражения физиологических, биохимических и других характеристик больного для вычислительной диагностики необходимы сведения о частоте клинических синдромов (из априорных данных) и диагностических признаков об их классификации, оценке диагностической эффективности и т. п. Все эти данные вносятся в память ЭВМ, которые затем сопоставляются с симптомами больного. Контроль за состоянием организма необходим во многих областях человеческой деятельности (спортивной, производственной, учебной, военной), но особенно важен в стрессовых ситуациях или в таких лечебных условиях, как например хирургическое вмешательство с применением систем искусственного кровообращения и дыхания в состоянии наркоза и т. п.
Для таких целей необходимо создавать информационные системы оперативного врачебного контроля (ИСОВК), которые осуществляют съем медико-биологической информации, автоматическое распознавание функционального состояния пациента, фиксацию нарушений в деятельности организма, диагностирование заболеваний, управление устройствами, регулирующими жизненно важные функции.

### Автоматизированные системы управления для здравоохранения
Здесь преследуется цель создания отраслевых автоматизированных систем (ОСАУ). Такие системы создаются для такой важной отрасли как «здравоохранение». Особенности ОСАУ в здравоохранении является то, что она должна включать в себя как блок управления, так и другие элементы: профилактику, лечение (с диагностикой), медицинскую науку, кадры, материальное обеспечение. В первоочередные задачи ОСАУ «Здравоохранение» входят автоматизация процессов сбора и анализа статистической информации по основным направлениям медицинской деятельности и оптимизация некоторых процессов управления.

## Учебные заведения по специальности
По специальности «Медицинская кибернетика» набор проводят следующие учебные заведения России:
- Новосибирский государственный университет
- Российский национальный исследовательский медицинский университет имени Н. И. Пирогова, где на медико-биологическом факультете впервые начали готовить этих специалистов
- Сибирский государственный медицинский университет (г. Томск)
- Пензенский государственный университет
- Северный федеральный университет (г. Архангельск)
- Казанский (Приволжский) федеральный университет
- Псковский государственный университет
- Красноярский государственный медицинский университет имени профессора В. Ф. Войно-Ясенецкого
- Юго-западный государственный университет (г. Курск)
- ДВФУ, г. Владивосток (от 2015 года)
- СКГГТА, г. Черкесск (от 2016 года)
- Воронежский государственный университет (от 2016 года)[1]
- Нижегородский государственный университет имени Н. И. Лобачевского (от 2017 года)
- Самарский государственный медицинский университет
- Саратовский государственный университет имени Чернышевского

Ранее существовала инженерная специальность «Медицинская кибернетика», соответствующая ныне существующему направлению образования «Биотехнические системы и технологии». Сейчас с названием «Медицинская кибернетика» существует направление специалитета высшего медицинского образования. Выпускники его — врачи-кибернетики — получают право работать врачом только после окончания интернатуры или ординатуры. Но из-за того, что они изучают большой объём технических дисциплин, невозможно обеспечить изучение ими одного и того же медицинского предмета не менее трёх раз под руководством трёх разных преподавателей, как правило, разных кафедр, что по международным стандартам требуется от будущих врачей-клиницистов. Поэтому они не могут работать по особо ответственным медицинским специальностям в сфере хирургии, акушерства, терапии и т. д., поступать в интернатуры и ординатуры по этим специальностям. Круг их областей специализации в медицине, соответственно, ограничен. Это — клиническое лабораторное дело, функциональная диагностика, лучевая диагностика, медицинская физика. Но зато, в отличие от обычных выпускников по специальности «Лечебное дело», они без последипломного образования могут работать инженерами.
29 апреля 2010 года Ученым Советом Пензенского государственного университета была открыта новая специальности 060114 — «Медицинская кибернетика» по подготовке специалистов «Врач-кибернетик».
Продолжительность обучения по специальности — 6 лет. Вступительные испытания: Математика — профильный предмет, биология, русский язык. Врач-кибернетик подготовлен для осуществления практической и научной деятельности, направленной на разработку, внедрение и эксплуатацию автоматизированных технологических и административных систем управления в целях повышения качества медицинского обслуживания населения и эффективного использования ресурсов здравоохранения. Специалисты предназначены для работы в учреждениях, здравоохранения, учреждениях РАМН и других ведомств, заинтересованных в специалистах данного профиля.
Врач-кибернетик по специальности 30.05.03 готовится для работы:
1) в медицинских лечебно-диагностических организациях (больницах, поликлиниках, амбулаториях);
2) в научно-исследовательских медицинских и биологических центрах, лабораториях и институтах, связанных с эксплуатацией медицинской техники и проведением медико-биологических экспериментов;
3) в территориальных и региональных коммерческих структурах здравоохранения.

## Исторические замечания

### Медкибернетика в СССР
В 1959 г. был организован Научный совет по кибернетике при Президиуме АН СССР. По инициативе его председателя А. И. Берга в составе Совета была создана биомедицинская секция, которую возглавил В. В. Парин (в составе секции П. К. Анохин Е. Б. Бабский, Г. М. Франк и др.). Становление медицинской кибернетики в СССР связано с именами А. И. Китова, Н. М. Амосова, П. К. Анохина, Р. М. Баевского, А. И. Берга, М. Л. Быховского, Д. Д.  Венедиктова, А. А. Вишневского, С.А. Гаспаряна, И. М. Гельфанда, Е. В. Гублера, В. А. Лищука, А. А. Малиновского, В. В. Ларина, Г. А. Хая и др.
Первые шаги в области медицинской кибернетики в Советском Союзе были сделаны академиком В. В. Париным, учеником которого Р. М. Баевским.
была организована лаборатория медицинской кибернетики (в 1964 году) в структуре Института медико-биологических проблем.
В СССР основоположником научного направления «Медицинская кибернетика» считается академик РАЕН, д.т. н., профессор Анатолий Иванович Китов — создатель теоретических основ отечественной медицинской кибернетики и первых АСУ в стране для медицины и здравоохранения. Его научные статьи по данной тематике относятся к концу 1960-х/началу 1970-х годов.
С начала 1970-х годов А. И. Китов работал Главным конструктором АСУ «Здравоохранение» и Главным конструктором АСУ 3-го главка Минздрава СССР. Три монографии А. И. Китова, написанные в соавторстве с начальником 3-го главка Минздрава СССР (в ранге зам.министра СССР) Е. И. Воробьёвым, заложили основы использования ЭВМ для решения задач медицины и национального здравоохранения в СССР. Китов является создателем алгоритмического языка программирования НОРМИН для компьютерной обработки текстов на естественном нормализованном языке. В СССР этот язык широко применялся для решения задач здравоохранения и медицины. Под руководством А. И. Китова были проработаны решения для диагностических информационных систем (ИС) в области лучевой и медикаментозной терапии, а также создана ИС «Онкологический регистр». Начав изыскания в области медицинской кибернетики практически с нуля, А. И. Китову удалось продвинуть медицинскую кибернетику нашей страны на годы вперёд. В 1970-е годы А. И. Китов создаёт Отраслевую автоматизированную систему управления (ОАСУ) «Здравоохранение» и становится признанным лидером в области медицинской информатики как в Советском Союзе, так и за рубежом.
Созданная ОАСУ «Здравоохранение», ее архитектура, принципы действия, функциональные возможности были подробно описаны в техническом и рабочем проектах системы и в монографии А. И. Китова «Автоматизация обработки информации и управления в здравоохранении» (издательство «Советское радио», 1976) в соавторстве с заместителем министра здравоохранения СССР, начальником 3-го главка Минздрава Е. И. Воробьёвым. Система охватывала все структурные подразделения Минздрава, обеспечивая контроль, учет, планирование и выдачу рекомендаций по принятию административных решений. Получилась трехмерная модель Минздрава, где по двум осям координат располагались лечебные специализации и территориальная принадлежность учреждений, а третья ось была временно’й — она отражала хронологию развития отрасли и уходила в будущее в виде перспективных планов. Создание ОАСУ «Здравоохранение» потребовало громадной подготовительной работы. Необходимо было формализовать процессы, которые прежде считались абсолютно не формализуемыми и на основании этих изысканий создать математическую модель Минздрава СССР. Важные научно-практические результаты содержатся в разработанной под руководством А. И. Китова (и принятой в промышленную эксплуатацию) АСУ 3-го Главного управления Минздрава СССР. Эту работу А. И. Китов проводил, являясь заместителем директора по науке Всесоюзного института медицинской и медико-технической информации, а затем начальником отдела АСУ Третьего Главного управления Минздрава СССР.
В сфере здравоохранения А. И. Китов создал научную школу, вырастил талантливых последователей, под его научным руководством в этот период времени было защищено несколько диссертаций, опубликовал ряд основополагающих статей и три монографии «Автоматизация обработки информации и управления в здравоохранении» (1976), «Введение в медицинскую кибернетику» (1977) и «Медицинская кибернетика» (1983), посвященные фундаментальным проблемам разработки и внедрения АСУ различного назначения и уровней для медицины и здравоохранения на основе созданной им теории медицинской кибернетики.
Велика заслуга А. И. Китова в создании «локальных» медицинских АСУ, деятельность которых распространялась на отдельные организации — больницы, поликлиники, аптеки. Первая такая АСУ начала действовать в клинической больнице № 6, находившейся в подчинении Третьего главка Минздрава СССР, которая впоследствии внесла огромный вклад в лечение ликвидаторов чернобыльской аварии.
А. И. Китов в течение 12 лет являлся национальным представителем от СССР в авторитетных организациях в области медицинской информатики при ООН и ЮНЕСКО:
- Международной федерации по медицинской информатике (MedINFO).
- Международной ассоциации по медицинской информатике (International Medical Informatics Association, Officer of IMIA).
- Техническом комитете № 4 Международной федерации по обработке информации (TC-4 IFIP).

Он участвовал в трёх международных конгрессах MedINFO : I всемирном конгрессе MedINFO-1974 (Стокгольм), II всемирном конгрессе MedINFO-1977 (Торонто), III всемирном конгрессе MedINFO-1980 (Токио). На MedINFO-1977, собравшем около тысячи учёных из развитых стран мира, А. И. Китов был председателем секции по биомедицинским исследованиям (Session T2 — «BIOMEDICAL RESEARCH GENERAL»). А. И. Китов пользовался огромным авторитетом у национальных представителей и постоянных членов ТС-4 IFIP. (В первую очередь — у председателя ТС-4 IFIP профессора Яна Роукенса (Jan Roukens, Netherlands) и вице-председателя ТС-4 IFIP профессора Б. Шнайдера (B. Schneider, Germany).
На всемирном форуме MedINFO-1980 А. И. Китов был избран членом Программного комитета. Основной обязанностью А. И. Китова, как члена Программного комитета MedINFO-1980, был анализ присланных для участия в конгрессе докладов с целью выбора из них наиболее интересных и значимых для вынесения на трибуну форума. В перерывах между конгрессами, А. И. Китов выполнял обязанности «IMIA officer from the USSR» — одного из «офицеров» IMIA (International Medical Informatics Association — Международной ассоциации по медицинской информатике). Офицерами IMIA избиралось всего восемь учёных, имеющих наибольший международный авторитет в области медицинской информатики. В 1978 г. А. И. Китов выступил с развёрнутым пленарным докладом на конференции MEDIS’78, проходившей в городах Токио и Осака.
Как отмечают известные учёные страны, многие научные результаты А. И. Китова в области медицинских АСУ, заложившие основы отечественной медицинской кибернетики, актуальны и поныне.
Первая в медицинских вузах Европы кафедра медицинской и биологической кибернетики была создана
в 1973 г. на медико-биологическом факультете 2-го Московского медицинского института.
Также, в 1975—1984 гг. Научным советом по медицинской кибернетике при Минздраве РСФСР (руководитель — С. А. Гаспарян) в научно-проектные исследования были вовлечены научные центры ряда регионов России, среди которых Владивосток, Горький, Ижевск, Кемерово, Новокузнецк, Ростов-на-Дону, Саратов, Ярославль и др.

### Книги
1. ↑  Кобринский Б. А. Медицинская информатика / Кобринский Б. А., Зарубина Т. В.. — 3-е мзд., стер.. — М.: Издательский центр «Академия», 2012. — 192 с. — ISBN 978-5-7695-8732-0.
2. ↑  Парин В. В., Баевский Р. М. Введение в медицинскую кибернетику. — М.: Медицина, 1966. — 300 с.
3. ↑  Воробьёв Е. И., Китов А. И. Автоматизация обработки информации и управления в здравоохранении. — М.: Советское радио, 1976. — 134 с.
4. ↑  Воробьёв Е. И., Китов А. И. Введение в медицинскую кибернетику. — М.: Медицина, 1977. — 288 с.
5. ↑  Воробьёв Е. И., Китов А. И. Медицинская кибернетика. — М.: Радио и связь, 1983. — 240 с.

### Статьи
1. ↑  К Юбилею Романа Марковича Баевского // Клиническая информатика и телемедицина. — 2013. — Т. 9, № 10. — С. 160—161.
2. ↑  Китов А. И., Будько Н. Н. и др. Нормализованный язык медицинской информации «НОРМИН» // Вопросы информационной теории и практики. М.: ВИНИТИ. — 1978. — № 33. — С. 64—77.